# Långsjön (Anundsjö socken, Ångermanland)
Långsjön är en sjö i Örnsköldsviks kommun i Ångermanland och ingår i Moälvens huvudavrinningsområde. Sjön har en area på 0,574 kvadratkilometer och ligger 347,1 meter över havet. Sjön avvattnas av vattendraget Långsjöån.

## Delavrinningsområde
Långsjön ingår i det delavrinningsområde (707055-158344) som SMHI kallar för Mynnar i Pengsjöån. Medelhöjden är 348 meter över havet och ytan är 23,82 kvadratkilometer. Det finns inga avrinningsområden uppströms utan avrinningsområdet är högsta punkten. Långsjöån som avvattnar avrinningsområdet har biflödesordning 3, vilket innebär att vattnet flödar genom totalt 3 vattendrag innan det når havet efter 106 kilometer. Avrinningsområdet består mestadels av skog (47 procent) och sankmarker (45 procent). Avrinningsområdet har 0,57 kvadratkilometer vattenytor vilket ger det en sjöprocent på 2,4 procent.